# Karkkilan Tienoo
Karkkilan Tienoo var en finskspråkig endagstidning som utkom i Högfors, Nummis och Pusula i det finländska landskapet Nyland. Tidningen grundades år 1962 och delades ut i hemmen på onsdagar. Karkkilan Tienoo publicerades av Karprint Oy. I februari 2021 köptes tidningen av Etelä-Suomen Media som tillhör Keskisuomalainen-koncernen. Karkkilan Tienoo nedlades 1 december 2022. 